# Europe du Nord-Ouest
Europe du Nord-Ouest est un vocable qui désigne, quoique d'une manière imprécise, une partie de l'Europe du Nord et de l'Ouest ; il est caractérisé par des critères à la fois géographiques et ethnographiques.

## Critères géographiques
Selon les critères géographiques, le terme « Europe du Nord-Ouest » englobe l'Irlande, le Royaume-Uni, la Belgique, les Pays-Bas, Allemagne, le Luxembourg, le Nord de la France, le Danemark, la Norvège, la Suède et l'Islande,,,,,,.
La Finlande, l'Allemagne du Sud (en) et la Suisse sont également souvent associés au terme « Europe du Nord-Ouest,,, », de même que l'Autriche, bien que moins fréquemment,.
Sur des critères géographiques ou culturels, le Midi de la France est, quant à lui, souvent réuni au bassin méditerranéen ou à l'Europe du Sud,, mais compte tenu de sa façade maritime à la fois atlantique et méditerranéenne, sa place est plutôt dans l'Europe du Sud-Ouest.

## Critères ethnographiques
Les langues germaniques sont assez communément parlées dans la plus grande partie de l’Europe du Nord-Ouest, bien que d’autres familles linguistiques soient également présentes, telles les langues romanes dans le Nord de la France, en Wallonie et au Luxembourg ; il en va de même des langues celtiques sur la bordure des îles britanniques ou en Bretagne.
La région possède un héritage de protestantisme (luthéranisme, calvinisme et anglicanisme) qui la différencie de ses voisins méditerranéens, sud-européens, latins, est-européens ou slaves,,.
Le concept d’Europe du Nord-Ouest, dupliquant celui d’une Europe allemande protestante, conduit à une définition géographique assez semblable à celle décrite au paragraphe précédent, tout en excluant le Nord de la France, la Wallonie, le Sud des Pays-Bas, la Belgique catholique, l’Allemagne du Sud, l’Autriche et l’Irlande.
Ceci résulte du fait que la France et la Wallonie, en dépit de leurs populations huguenotes, sont considérées comme des contrées catholiques de langues romanes, et que la Belgique, l’Allemagne du Sud, l’Autriche et l’Irlande, bien que patries de nombre de locuteurs de langues germaniques, sont historiquement catholiques. Mesurée à l’aune du protestantisme et de la culture germanique, l’Europe du Nord-Ouest serait alors équivalente à l’aire de l’Europe du Nord combinée aux Pays-Bas, la plus grande partie de la Suisse et l’Allemagne du Nord, mais sans les régions baltes, la Belgique et l’Irlande.
Une autre définition de l’Europe du Nord-Ouest, comprenant les pays européens n’appartenant pas à l’Europe du Sud ou de l’Est, était en usage de la fin du XIXe siècle jusqu’au milieu du XXe siècle auprès des anthropologistes et des eugénistes qui désignaient ainsi la région d’Europe concentrant les populations de race nordique, par opposition aux régions du Sud et de l’Est de l’Europe qui rassemblent les peuples méditerranéens, les Slaves et d’autres populations non nordiques,,,,,. Selon cette distinction racialiste, tous les pays germaniques et les régions telles que le Nord de la France, qui rassemble historiquement un grand nombre de descendants celtes ou francs germains, feraient partie de l’Europe du Nord-Ouest, en grande partie en raison de la prédominance phénotypique des peuples nordiques,,.

## Le front de l'Ouest durant la Seconde Guerre mondiale
Dans l’histoire militaire, et tout particulièrement parmi les pays du Commonwealth, les décorations se rapportant à l’Europe du Nord-Ouest font référence à deux campagnes terrestres distinctes durant la Seconde Guerre mondiale. Deux distinctions différentes ont en effet récompensé les régiments qui ont pris part à ces campagnes. La première se réfère à la campagne de 1940, durant la bataille de France, cantonnée à la Belgique et aux ports engagés durant la bataille de Dunkerque.
La seconde campagne de l’Europe du Nord-Ouest, en 1944-1945, commence lors de la bataille de Normandie et s’achève par la reddition au field marshal Montgomery — à la tête du  21e groupe d'armées britannique — de l’ensemble des forces allemandes des Pays-Bas, de l’Allemagne du Nord-Ouest et du Danemark, dans la lande de Lunebourg, au nord-ouest de l’Allemagne.

## Caractères génétiques
Une certaine unité se dégage des caractères génétiques des populations de l’Europe du Nord-Ouest. Elles regroupent des descendants des peuples de la culture de la céramique cordée et du Campaniforme, qui eux-mêmes partagent des gènes de peuplades de la steppe eurasienne. Les peuples campaniformes du cours du Rhin inférieur par exemple ont influencé 90% des réserves génétiques de la Grande-Bretagne et de l'Irlande en remplaçant les populations  de type néolithique antérieures,.